# Dolanský most
Dolanský most se nachází u obce Dolany v okrese Plzeň-sever. Překonává řeku Berounku. Je součástí silnice č. II/180.
Most se nachází v blízkosti jezu u Dolanského mlýna, na říčním kilometru 125 řeky Berounky. Dlouhý je 230 m, slouží pro silniční dopravu. Má na každé straně jeden jízdní pruh, chodníky jsou na obou stranách. V blízkosti mostu se nachází veřejné tábořiště (kemp).
Betonový most s dvěma oblouky byl vybudován v polovině 20. let 20. století a dokončen v roce 1928. Jeho technický stav se ukázal v druhé dekádě 21. století na neuspokojivý, proto byl pro osobní dopravu uzavřen a kompletně přebudován. Při rekonstrukci, která byla uskutečněna nákladem 45 milionů českých korun, zůstaly pouze oblouky mostu a pilíře, zbytek stavby byl zcela nahrazen. Vozovka byla rozšířena z původních 5,4 na nových 7 m šířky.